# Daniel Bærenholdt
Daniel Bærenholdt (født 13. november 1977) er en dansk fodboldspiller, hvis primære position er på midtbanen.

## Spillerkarriere
Midtbanespilleren har tidligere spillet for Køge Boldklub (indtil udgangen af 2005), IK Skovbakken, Herfølge Boldklub og Haslev FC.